# Joaquim Maluquer i Nicolau
Joaquim Maluquer i Nicolau (Barcelona, 7 de desembre de 1892 — Barcelona, 23 de març de 1986) fou un zoòleg català.

## Biografia
Va néixer al carrer Jaume I de Barcelona, fill del polític i advocat Joan Maluquer i Viladot i de Catalina Nicolau i Rosés, ambdós naturals de Barcelona. Fou net del també polític i alcalde de Barcelona Salvador Maluquer i Aytés, va ser pare de l'ornitòleg Salvador Maluquer i Maluquer. Fou el secretari de la Institució Catalana d'Història Natural (1912, 1915-16, 1918-19). Especialista en rèptils i amfibis, fou nomenat president honorari de la Societat Catalana d'Herpetologia.
Es va casar amb Josepa Maluquer i Coberó (1902-1990).

## Obres
Zoologia
- Nota herpetològica : primera llista de rèptils i amfibis de Catalunya (1916).
- Noves herpetològiques  (1916).
- Sobre un gènere poc conegut de la fauna herpetològica de Catalunya (1916)
- De re herpetològica (1917).
- Les serps de Catalunya (1917).
- Sobre algunos reptiles de los alrededores de Melilla (Marruecos)  (1918).
- La Secció herpetològica  (1918).
- Notas herpetológicas (1918).
- Les tortugues de Catalunya (1919).
- Presencia de la Testudo ibera Pallas, en Formentera  (1919).
- Contribució al coneixement de la dispersió dels reptils i batracis a Catalunya  (1919).[5]
- Mis primeros años de trabajo (1970).

Enginyeria
- Resum de fosa de ferro (1918).
- Soldadura elèctrica (1918).